# Daphnopsis pseudosalix
Daphnopsis pseudosalix är en tibastväxtart som beskrevs av Domke. Daphnopsis pseudosalix ingår i släktet Daphnopsis och familjen tibastväxter. Inga underarter finns listade i Catalogue of Life.